# Stéphane Tempier
Stéphane Tempier (nascido em 5 de março de 1986) é um ciclista francês, especialista em cross-country de mountain bike. Participou nos Jogos Olímpicos de Verão de 2012 em Londres, terminando na décima primeira posição.